# Náčepní loket
Náčepní loket je lomený ohyb vodního toku, v němž došlo k pirátství vodních toků.

## Příklady
- Chrudimka u Seče, původně tekoucí do Doubravy, kterou zachytil potok směřující ke Slatiňanům
- Luha v Moravské bráně u Bělotína, pravostranný přítok Odry, který zachytil z Oderských vrchů tekoucí bývalé přítoky Bečvy
- Vltava u Rožmberka, původně tekoucí jako Feldaist do Dunaje, kterou zachytil potok směřující do Českobudějovické pánve